# Selkäsaari (ö i Norra Österbotten, Koillismaa, lat 66,07, long 28,66)
Selkäsaari är en ö i Finland. Den ligger i sjön Yli-Kitka och i kommunen Kuusamo i den ekonomiska regionen  Koillismaa ekonomiska region  och landskapet Norra Österbotten, i den nordöstra delen av landet, 700 km norr om huvudstaden Helsingfors. Öns area är 2,2 hektar och dess största längd är 290 meter i öst-västlig riktning.